# Harstad Idrettslag
L'Harstad Idrettslag, meglio noto come Harstad, è una società calcistica norvegese con sede nella città di Harstad. Milita nella 3. divisjon, la quarta divisione del campionato norvegese.

## Palmarès

### Competizioni nazionali
- Nord-Norgesmesterskap: 9

1932, 1938, 1953, 1954, 1955, 1957, 1958, 1962, 1965, 1966, 1968

### Altri piazzamenti
- Nord-Norgesmesterskap:

Finalista: 1929, 1930, 1935, 1956, 1959, 1960